# ブレント・ヒューズ
ブレント・ヒューズ（Brent Hughes、1943年6月17日 - ）は、カナダ連邦オンタリオ州ボウマンビル出身の元プロアイスホッケー選手。ポジションはディフェンス。
ナショナルホッケーリーグ(NHL)でプレーし、ロサンゼルス・キングス、フィラデルフィア・フライヤーズ、セントルイス・ブルース、デトロイト・レッドウィングス、そしてカンザスシティ・スカウツに所属した。
世界ホッケー協会でもプレーし、サンディエゴ・マリナーズとバーミンガム・ブルズに所属した。
NHLでの通算成績は、出場435試合、15得点、117アシストであった。世界ホッケー協会では出場268試合、23得点、79アシストの成績であった。